# Michael Ohlhoff
Michael „Ohlly“ Ohlhoff (* 11. Januar 1964 in Bremen) ist ein deutscher Musiker, Komponist und Plattenfirmen-Inhaber. Er ist Gitarrist und Sänger der Band Rumble on the Beach und Mitinhaber von Bear Family Records. 

## Biografie
Ohlhoff wuchs in Bremen und Gernsheim in Hessen auf. Mit 11 Jahren begann er das Gitarrespielen. 
1981 gründete er seine erste Punk-Rock-Band Rückkopplung. Die Band war aus einem Schulprojekt an der Schule Lange Reihe 81 in Bremen entstanden. Nach dem Abitur 1983 begann er sein Studium an der Universität Bremen. Während dieser Zeit fanden die ersten Auftritte mit seiner zweiten Band, den Neon Hearts statt. In der Folge stieg "Ohlly" Ohlhoff 1984 bei der Bremer Rockabilly-Band Randy Rebels als Rhythmus-Gitarrist ein. Die Band war bis zu dem Zeitpunkt ein Trio, bestehend aus Torsten Gluschke (Gesang, Gitarre), Andy Merck (Bass) und Marc Mittelacher (Stand-Schlagzeug). 1985 verließen Ohlhoff, Merck und Mittelacher die Randy Rebels und gründeten Rumble on the Beach. Mit der Band ging Ohlhoff die nächsten Jahre auf Tour in Europa, Kanada und den USA. Zurück in Deutschland und im Zuge einer Band-Pause begann Ohlhoff seine Tätigkeit als kaufmännischer Angestellter der Plattenfirma Bear Family Records. 2015 übernahm er gemeinsam mit Detlev Hoegen das Bear-Family-Label. Er ist seither neben Detlev Hoegen Gesellschafter-Geschäftsführer der Bear Family Records GmbH. Das Unternehmen ist im Bereich von Wiederveröffentlichungen von Country Music und Rock ’n’ Roll, Schlager der 1950er und 1960er Jahre, Beat, internationale Oldies, Chansons, Jazz, Kabarett & Kultur aktiv.
Neben seinem Beruf als Musiker ist Ohlhoff Europäischer Direktor der National Cutting Horse Assn. (NCHA).
Außerdem ist Ohlhoff Falkner und Jagdaufseher. 2023 schloss er den Universitätslehrgang Akademischer Jagdwirt der Universität für Bodenkultur in Wien (BoKu), erfolgreich ab. Er ist in mehreren norddeutschen Landkreisen als Wolfsberater für das Niedersächsische Ministerium für Umwelt, Energie und Klimaschutz ehrenamtlich tätig.

## Diskografie
- 1986: EP Silly Billy (3-Track-EP)
- 1986: EP We Are The Champions (EP Goldenen Zitronen, Bad Ladies & The Wild Lovers, Rumble on the Beach, Panhandle Alks, Rocko Schamoni)
- 1987: LP/CD Rumble Rat
- 1988: LP/CD Rumble
- 1989: LP/CD Movin' On
- 1989: Single Teenage Rumble
- 1990: 2-LP/CD The Furious Swampriders (Money Talks & Bullshit Walks (als Ohlly))
- 1991: LP/CD Good Times And Some Mighty Fine Rock'n'Roll
- 1993: CD Randale am Strand
- 1993: CD 1986 Special
- 1997: CD Ben Hewitt-The Spirit Of Rock'n'Roll (Songs 'Bundle Of Love', 'Good Times And Some Mighty Fine Rock'n'Roll' - Hewitt mit Rumble on the Beach)
- 1997: CD Mega Fisch Hits (Kompilation mit anderen Künstlern)
- 2007: LP/CD Rock'n'Pop Meets Rock'n'Roll (Kompilation mit anderen Künstlern)
- 2016: CD Two Legendary Albums - Rumble Rat & Rumble
- 2016: LP Rumble (10"-Purple-Vinyl)
- 2016: Single Rumble On The Beach & The Perc Meets The Hidden Gentleman
- 2016: LP/CD Randale am Strand